# Илитија
Илитија (грч. Eileithyia, лат. Lucina) - Богиња порођаја, кћерка Зевса и Хере.

## Митологија
Илитија је помагала Хери када је она, као заштитница брака и жена, штитила и осигуравала сретан порођај.
Према неким митовима постојало је неколико Илитија које су помагале богињи Артемиди, која је такође била заштитница порођаја. Понекад се, у неким митовима, и сама Хера називала Илитијом, а то је био случај и са Артемидом, а касније, у римској митологији са Јуноном и Дијаном.
Највероватније је да је једно од имена богиње Артемиде било Илитија - грч. Εἰλείθυια = „Она која долази у помоћ при рођењу“.
Хомер спомиње више Илитија, и све их сматра Хериним кћеркама, а Хесиод, у свјој Теогонији („Постанак Богова“) помиње Илитију која је кћерка Зевса и Хере.